# دانه‌خوارهای ناهمگون
دانه‌خوارهای ناهمگون (نام علمی: Catamenia) نام یک سرده از تیره فرخندگان است.

## گونه‌ها
| نگاره | نام علمی            | نام              | پراکنش                                                 |
| ----- | ------------------- | ---------------- | ------------------------------------------------------ |
|       | Catamenia analis    | دانه‌خوار دم‌نواری | آرژانتین، بولیوی، شیلی، کلمبیا، اکوادور و پرو          |
|       | Catamenia inornata  | دانه‌خوار ساده‌رنگ | آرژانتین، بولیوی، شیلی، کلمبیا، اکوادور، پرو و ونزوئلا |
|       | Catamenia homochroa | دانه‌خوار پارامو  | بولیوی، برزیل، کلمبیا، اکوادور، پرو و ونزوئلا          |